# Гадолініт
Гадоліні́т — мінерал, силікат рідкісних земель, закисного заліза, ітрію та берилію острівної будови, групи датоліту.

## Етимологія та історія
Мінерал було спершу названо ітербітом після першого знаходження на копальні поблизу селища Іттербю, що входить до муніципалітету Ваксхольм на шведському острові Ресаре у Стокгольмському архіпелазі.
Гадолініт (сьогодні Гадолініт (Y)) вперше був описаний в 1800 році Мартіном Генріхом Клапротом, який назвав мінерал на честь Йогана Гадоліна (1760-1852), фінського хіміка і мінералога, який, крім іншого, виявив елемент ітрію.
Гадолініт (Се) вперше був описаний в 1978 році Томом Віктором Сегалстадом, Альфом Олавом Ларсеном у місцевості Буера поблизу Скієна в норвезькій провінції Телемарк.
Гадолініт (Nd) вперше був описаний в 2016 році Радек Шкода, Якуб Плашил, Рената Чопякова, Мілан Новак, Ерік Джонссон, Міхаела Вашинова Галіова та Дан Хольцтам.

## Загальний опис
Хімічна формула: TR2Fe2Be2Si2O10 або Y2FeBe2[O|SiO4]2. Містить (%): Y2О3 – 52; FeO – 14; BeO – 10; SiO2 – 24. Домішки: Ce2O3, (Dy, La)2O3, ThO2.
Сингонія моноклінна.
Кристали призматичні. Зустрічаються у вигляді масивних агрегатів.
Твердість 6,5—7.
Густина 4—4,65.
Блиск скляний до жирного.
Колір чорний, зеленувато-чорний або коричневий.
Зустрічається у гранітних пегматитах та чорних пісках і гранітах.
Знайдений в районах Коппарберґ та Іттербі (Швеція), Телемарк та Вестаґдер (Норвегія), Бавено (Італія), Льяно (шт.Техас, США). Рідкісний.

## Різновиди
- ґадолініт кальціїстий (відміна ґадолініту, яка містить до 12 % СаО);
- ґадолініт скандіїністий (відміна ґадолініту, яка містить до1 % Sc2O3);
- ґадолініт церіїстий (відміна ґадолініту, яка містить до 23 % Се2О3).